# قائمة المواقع والمعالم المصنفة في ولاية النعامة
هذه قائمة حصرية للمواقع الأثرية و المعالم التاريخية المصنفـــة حسب وزارة الثقافة والاتصال (الجزائر) لولاية النعامة
| رقم    | اسم                                   | وصف | موقع | مدينة | قسم     | الإحداثيات | صورة |
| ------ | ------------------------------------- | --- | ---- | ----- | ------- | ---------- | ---- |
| 45-001 | مقبرة الأقدمين لجرف التربة عين الصفرة |     |      |       | النعامة |            | صورة |
| 45-002 | آثار فرس سيدي الشيخ عين الصفراء       |     |      |       | النعامة |            | صورة |